# Museo civico ornitologico Gustavo Adolfo Carlotto
Il Museo Civico Ornitologico Gustavo Adolfo Carlotto è un museo con sede a Lonato del Garda, in provincia di Brescia. È ospitato all'interno della Casa del Capitano nella Rocca di Lonato.

## Storia della collezione

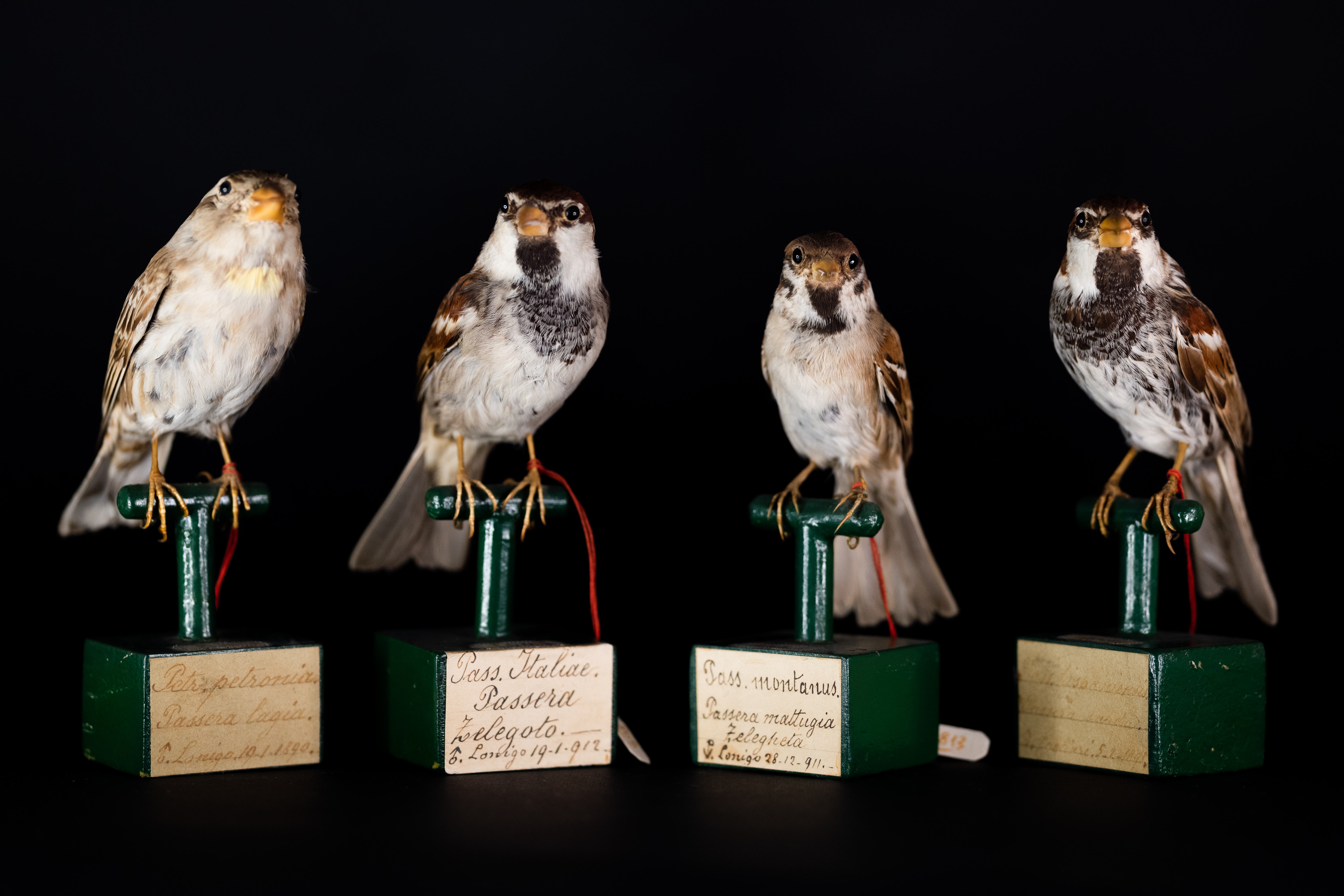
Passera lagia, Passera d'Italia, Passera mattugia, Passera sarda, Museo Civico Ornitologico Gustavo Adolfo Carlotto, Rocca di Lonato del Garda

La collezione di uccelli impagliati del Museo Civico Ornitologico di Lonato è stata costituita nei primi anni del '900 da Gustavo Adolfo Carlotto (Lonigo, 1886-1970), all'epoca direttore di una vasta azienda agricola a Bagnolo di Lonigo, e presenta in maniera pressoché completa l'avifauna italiana. Gli esemplari sono stati impagliati oltre un secolo fa da un tassidermista di fama nazionale: Marco Gianese.
In origine la raccolta comprendeva circa milleottocento esemplari; prima di essere acquistata dal Comune di Lonato apparteneva all'Istituto Don Calabria di Verona ed è stata esposta nella vicina Abbazia di Maguzzano fino al 1989.
L'esposizione è stata inaugurata nel 1996.
Vi sono altre sezioni riservate alle specie migratrici e svernanti sul Lago di Garda e ad esemplari con caratteristiche particolari (rarità, anomalie di piumaggio, casi teratologia o di provenienza esotica. 

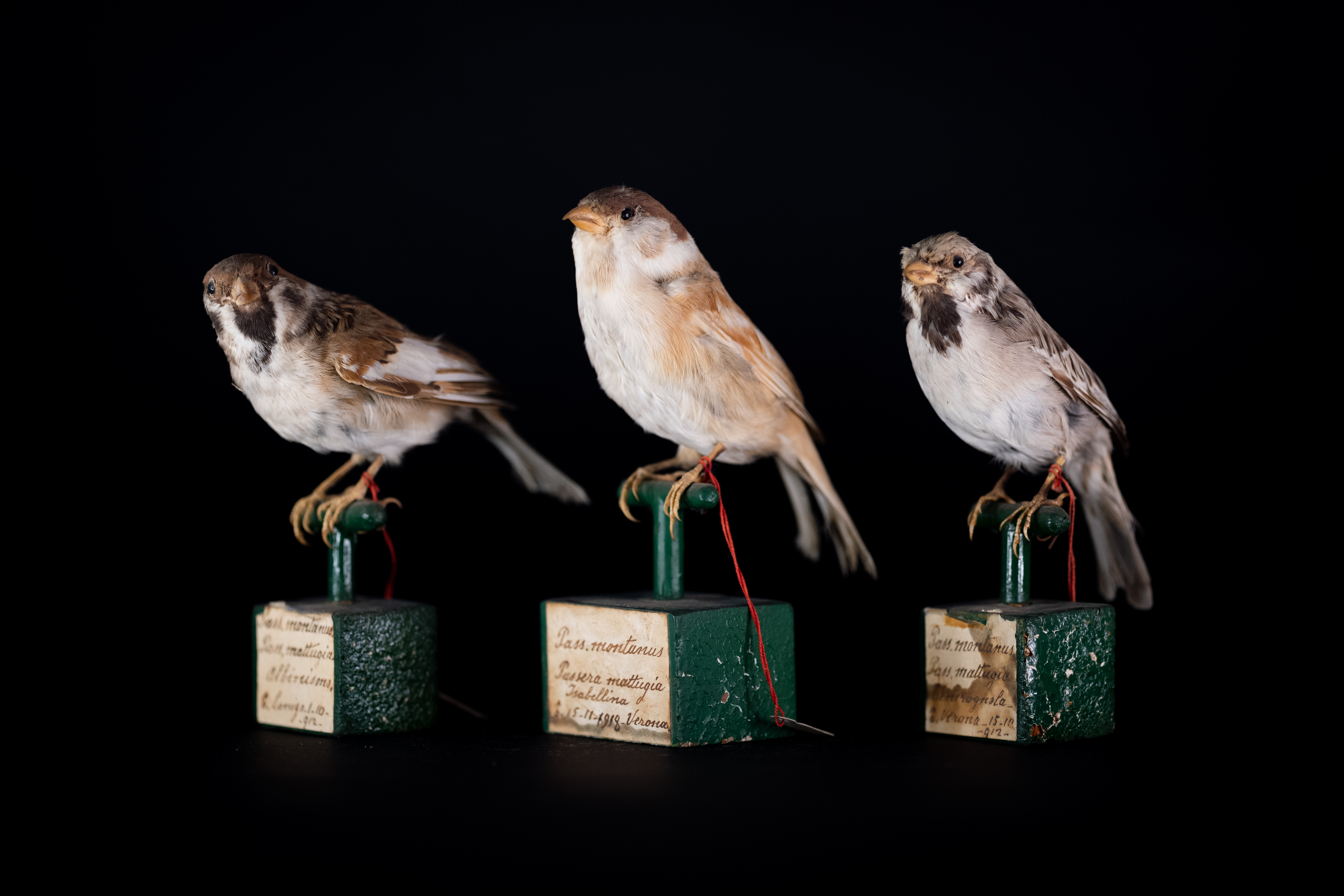
Passera mattugia, anomalia di colorito, Museo Civico Ornitologico Gustavo Adolfo Carlotto, Rocca di Lonato del Garda.

## L'organizzazione del museo
Il Museo occupa le quattro stanze del piano rialzato della Casa del castellano che si trova al centro della Rocchetta del Castello.
L'esposizione è organizzata secondo criteri ecologici: gli esemplari esposti sono riuniti nelle vetrine secondo l'ambiente tipico di appartenenza:
- Ambiente boschivo;
- Ambiente montano;
- Ambiente alto montano;
- Ambiente mediterraneo;
- Ambiente rurale;
- Ambiente Urbano;
- Zone umide salmastre;
- Zone umide d'acqua dolce;
- Migratori del Lago di Garda.

Vi sono altre sezioni riservate alle specie migratrici e svernanti sul Lago di Garda e ad esemplari con caratteristiche particolari:

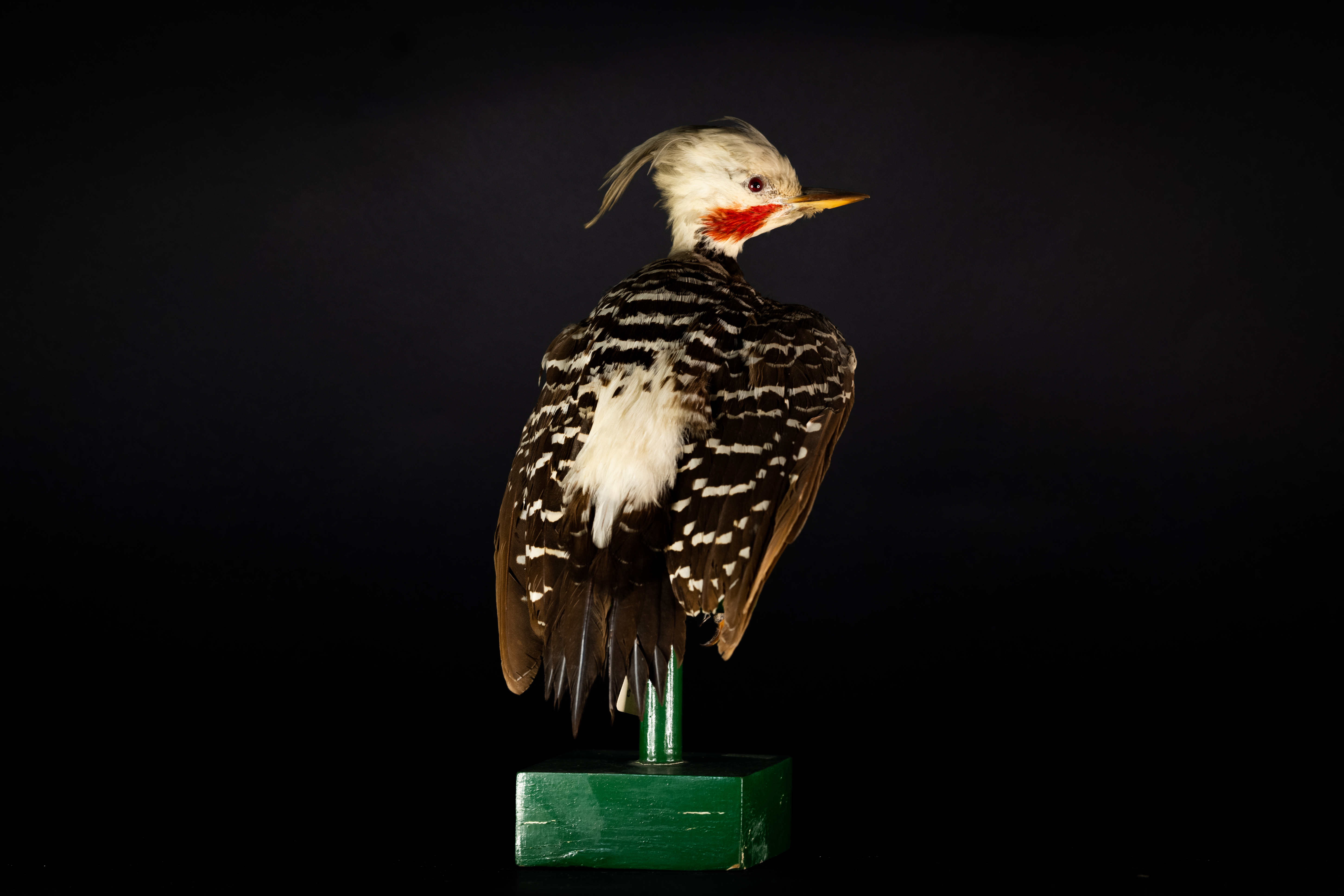
Picchio crestabionda, Museo Civico Ornitologico, Gustavo Adolfo Carlotto, Rocca di Lonato del Garda.

- Rarità;
- Anomalie di piumaggio;
- Casi teratologici;
- Provenienza esotica.

## La conservazione degli esemplari
Gli animali impagliati o preparati sono stati lavorati da tassidermisti che hanno tolto tutte le parti carnee e trattato la pelle internamente con sostanze conservative, hanno imbottito la cavità con paglia e armato con filo di ferro zincato ciascun esemplare in modo da conferirgli l'aspetto voluto. Negli uccelli impagliati, oltre alla pelle e alle penne, del corpo originale vengono conservati il cranio con il becco e le zampe. Gli occhi sono artificiali.

## La classificazione degli uccelli

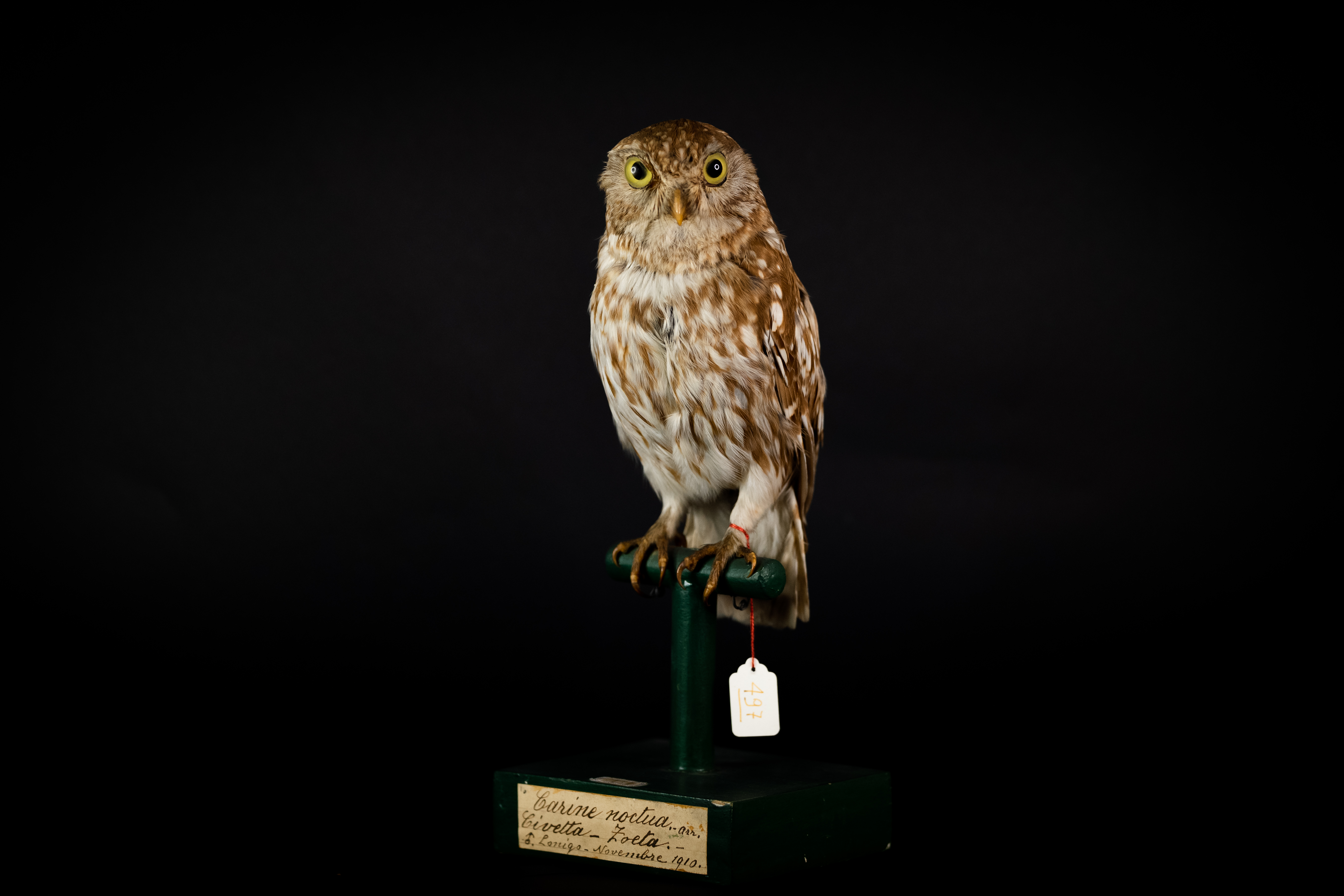
Civetta, Museo Civico Ornitologico Gustavo Adolfo Carlotto, Rocca di Lonato del Garda.

Ogni esemplare è accompagnato da una scheda didascalica che riporta il nome italiano, il nome scientifico e le principali notizie sulla specie.
Sullo sfondo delle vetrinarono inoltre presenti fotografie e disegni che aiutano la lettura.
Sui piedistalli di ciascun esemplare si possono spesso leggere, invece, le didascalie originali riportanti data e luogo di cattura.
I nomi (compreso quello scientifico)in qualche caso non coincidono con la terminologia attuale, sempre in via di aggiornamento.
Nelle sale del Museo sono esposte specie che, relativamente all'Italia in particolare alla zona settentrionale, possono essere distinte in:
1. Nidificanti sedentarie o stazionarie (specie presenti tutto l'anno in Italia, dove compiono l'intero ciclo riproduttivo);
2. Nidificanti migratrici estive (specie che soggiornano e nidificano durante i mesi primaverili ed estivi in Italia per poi raggiungere a sud altre zone di svernamento nei mesi freddi);
3. Svernanti o invernali (Uccelli che si fermano in Italia per trascorrere i mesi freddi e si dirigono a nord in primavera per raggiungere i luoghi di nidificazione);
4. Migratrici (uccelli che transitano sull'Italia in primavera per portarsi dai loro abituali luoghi di nidificazione, nell'Europa centrale e settentrionale, ai quartieri di svernamento in Africa. In autunno compiono uno spostamento inverso).[2]

## Visita guidata all'esposizione

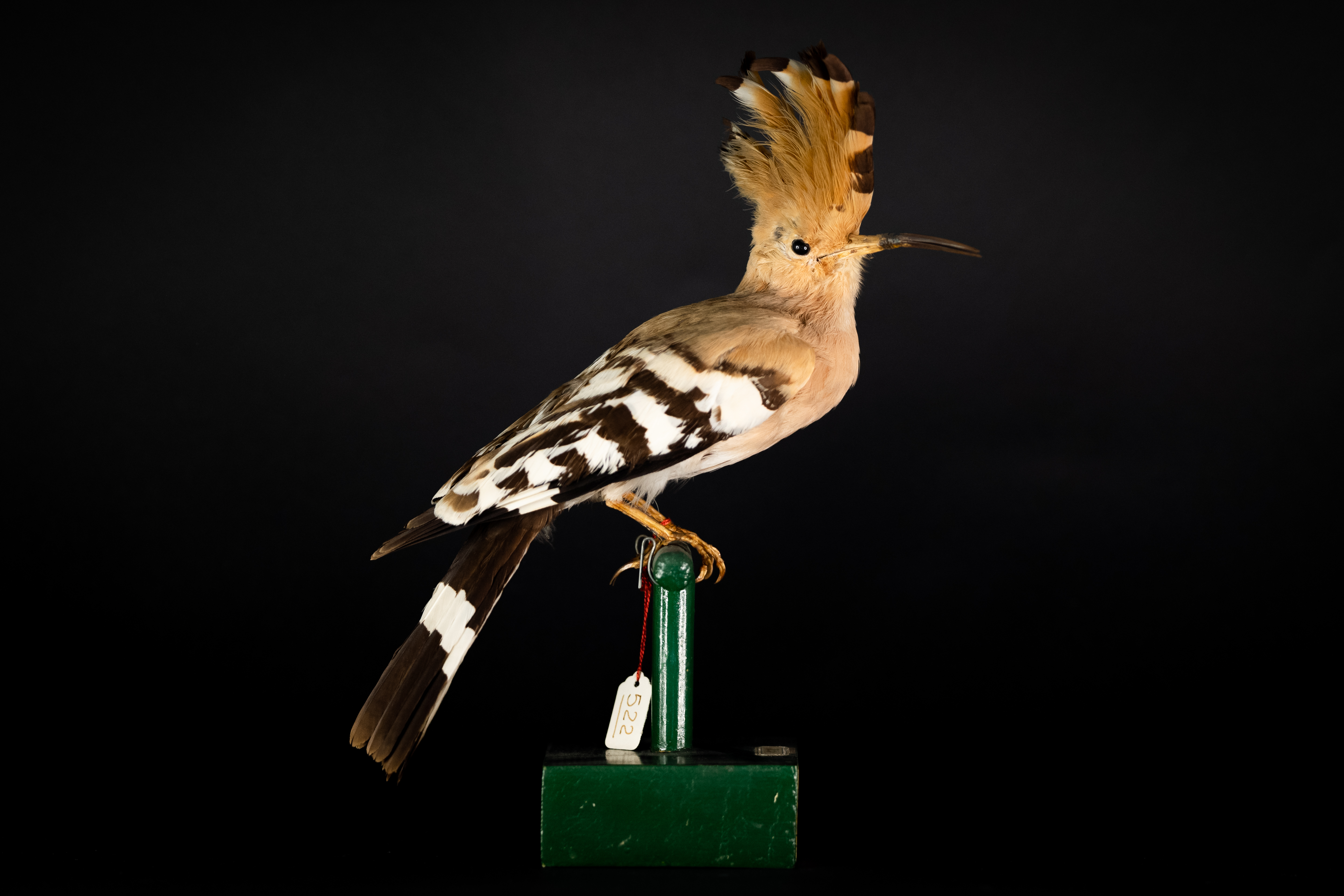
Upupa, Museo Civico Ornitologico Gustavo Adolfo Carlotto, Rocca di Lonato del Garda.

### Rarità
In questa vetrina sono raccolte alcune specie "accidentali": sono gli uccelli che nidificano in aree molto distanti dal nostro Paese.
Nel nostro territorio compaiono solo occasionalmente in numero molto limitato, spesso a causa di eccezionali eventi meteorologici.

### Nidificanti esistenti in Italia

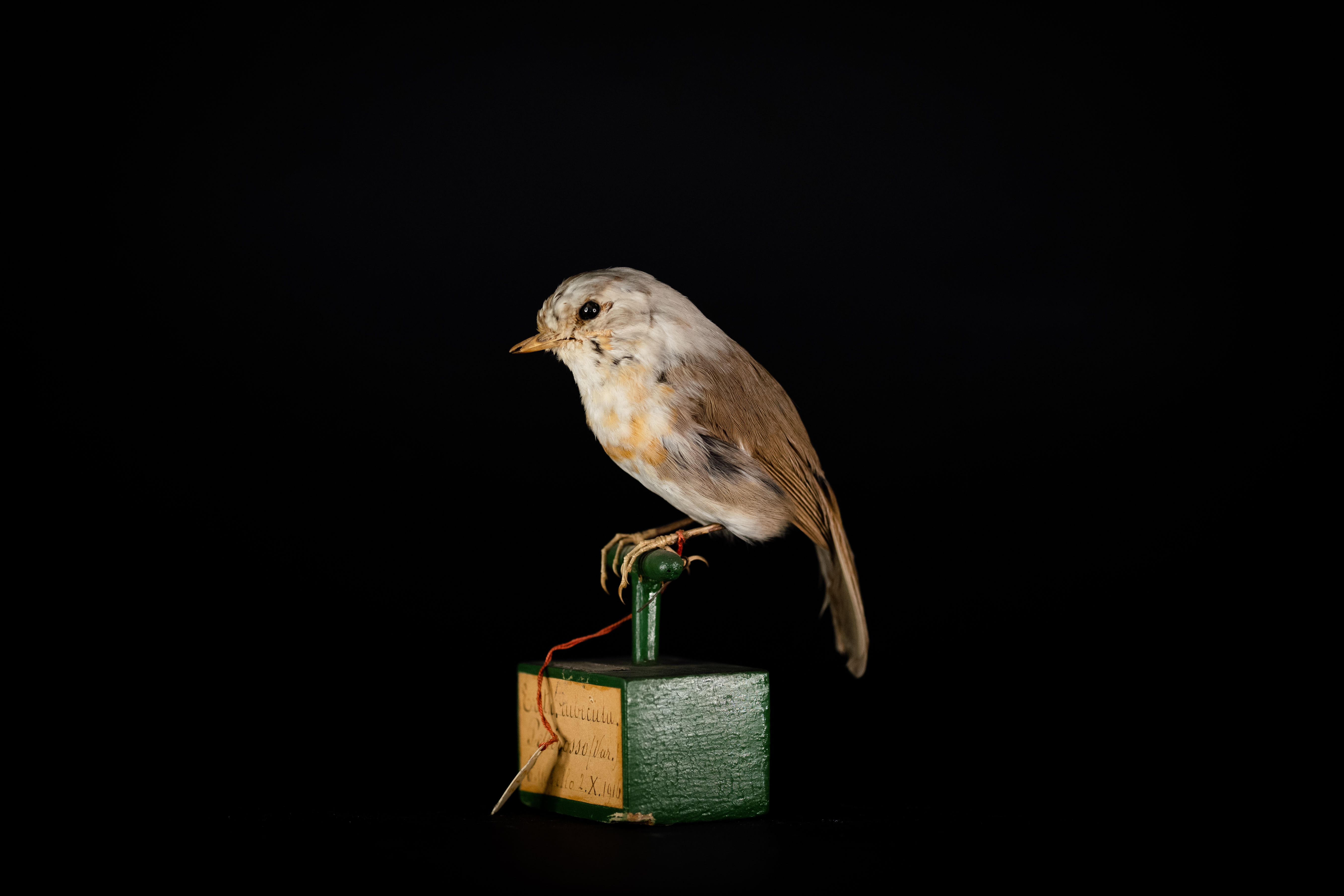
Pettirosso albino parziale, Museo Civico Ornitologico Gustavo Adolfo Carlotto, Rocca di Lonato del Garda.

Sono qui esposte alcune specie di uccelli catturati in Italia all'epoca dell'allestimento della Collezione ornitologica, ma da tempo scomparsi dalla nostra penisola. Uccelli come questi sono ancora presenti in altre regioni europee e non è da escludere un loro ritorno o una reintroduzione in Italia. È il caso del Gipeto, un grosso avvoltoio che si ciba quasi esclusivamente del midollo delle ossa lunghe, che negli ultimi anni è tornato a volare sulle Alpi e a nidificare nel Parco Nazionale dello Stelvio grazie a un importante progetto di reintroduzione attuato a livello europeo delle varie nazioni alpine.

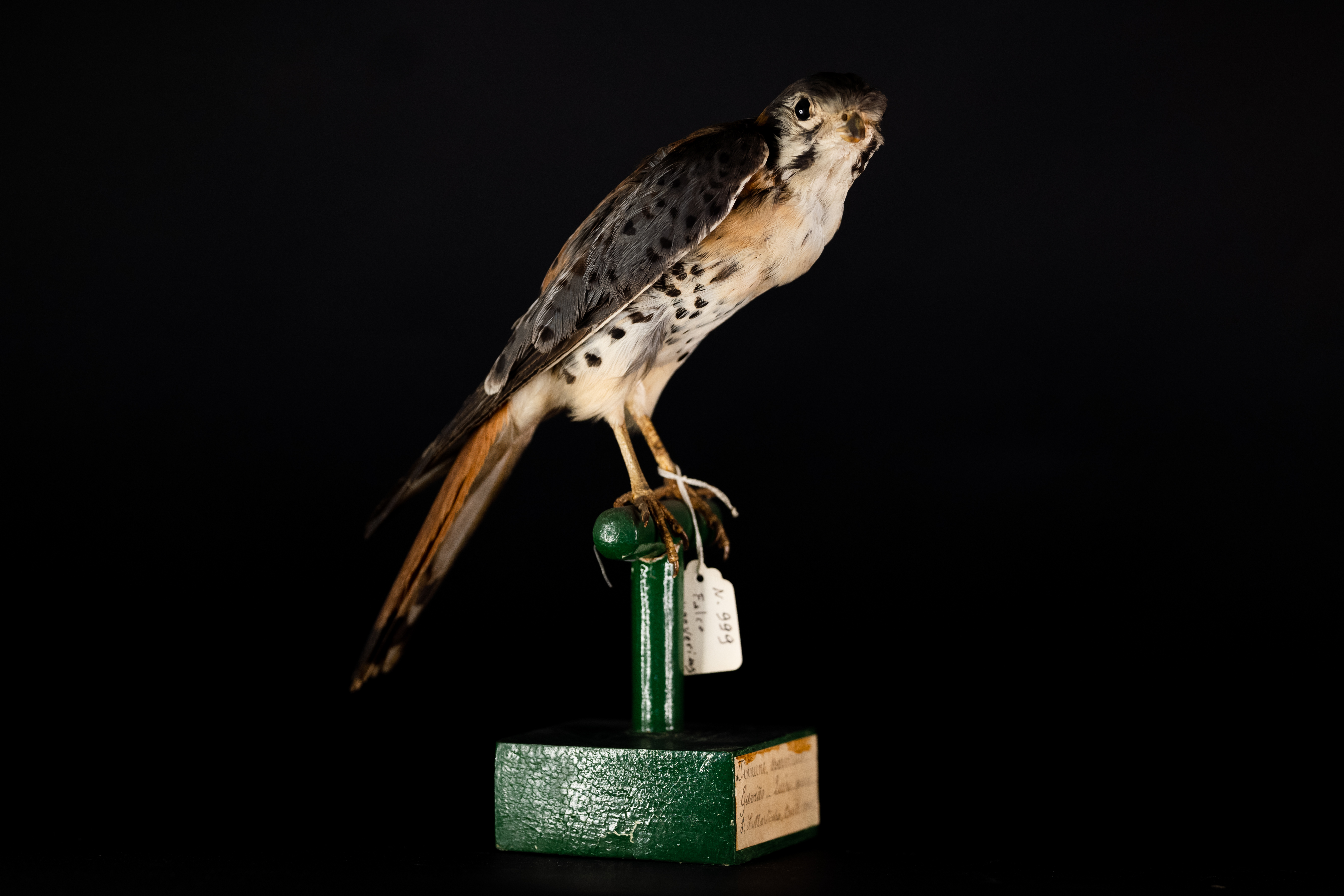
Gheppio americano, Museo Civico Ornitologico Gustavo Adolfo Carlotto, Rocca di Lonato del Garda.

### Uccelli brasiliani
Questa vetrina è l'unica del Museo Ornitologico costituita da uccelli provenienti dal Brasile.
Particolarmente curiosi per le forme e i colori sono i tucani, i colibrì e gli avvoltoi; è inoltre interessante confrontare alcune di queste specie con le analoghe italiane come i picchi e gli avvoltoi, oppure l'alcione gigante (brasiliano) con il martin pescatore, l'airone brasiliano con la nostra nitticora.

### Anomalie di colorito e casi teratologici
All'interno di ogni specie esiste una normale variabilità esteriore e\o genetica tra individui. Alcuni individui però possono evidenziare particolari caratteristiche di colore o di struttura tali da renderli casi eccezionali. In questa vetrina se ne possono osservare alcuni esempi:
- L'albinismo è caratterizzato dall'assenza totale di pigmenti dal piumaggio (che appare perciò bianco), dalla pelle, dall'iride; può essere parziale se solo alcune parti del corpo risultano interessate.

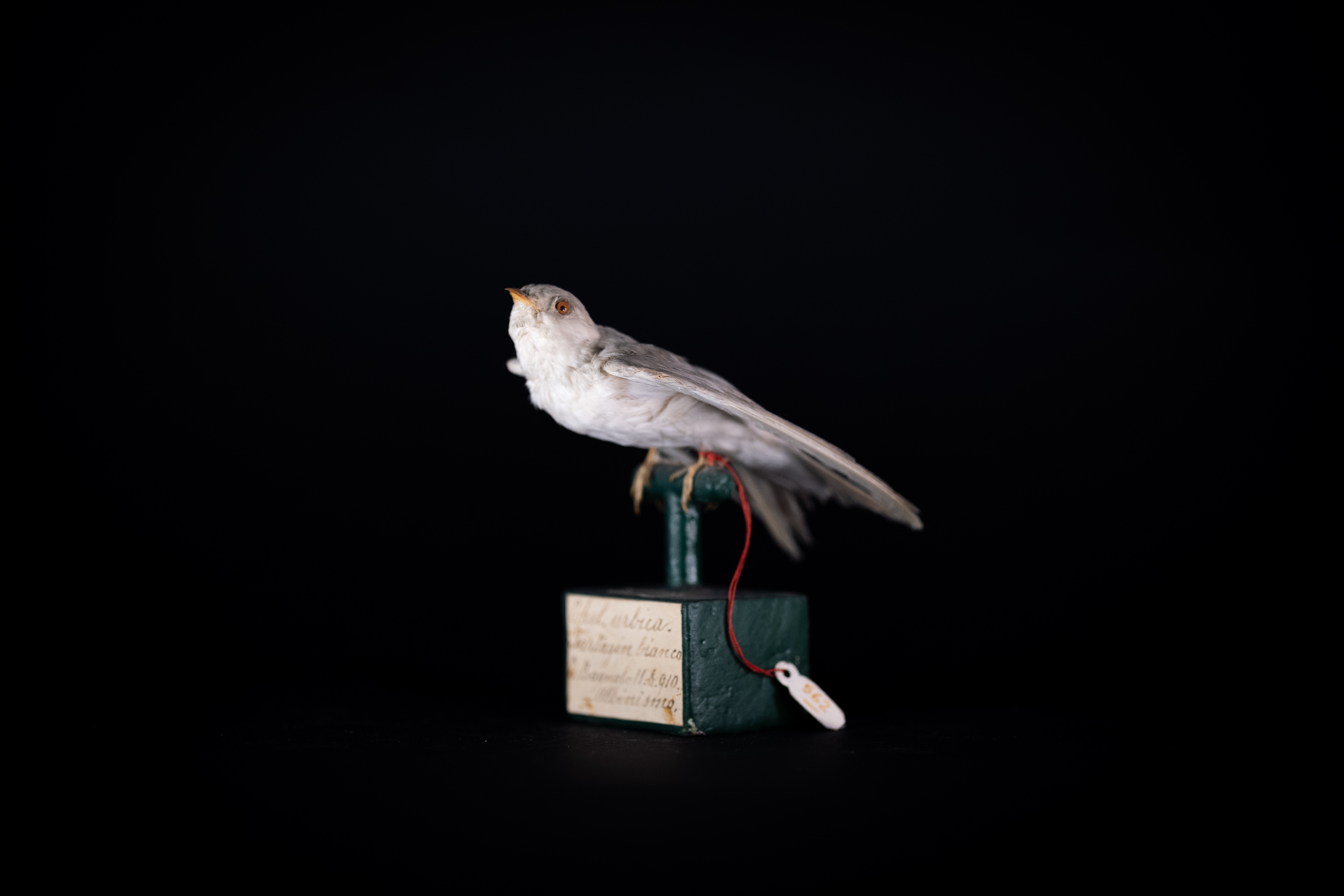
Balestruccio, albinismo, Museo Civico Ornitologico Gustavo Adolfo Carlotto, Rocca di Lonato del Garda.

- Balestruccio, albinismo, Museo Civico Ornitologico Gustavo Adolfo Carlotto, Rocca di Lonato del Garda.Il melanismo si riconosce invece per l'eccesso di pigmentazione melanica che accentua il colorito normale e lo rende quasi nerastro;
- L'isabellismo può essere considerato un albinismo attenuato in quanto la pigmentazione è sì presente, ma in misura ridotta perciò il colore appare molto schiarito, color caffelatte.

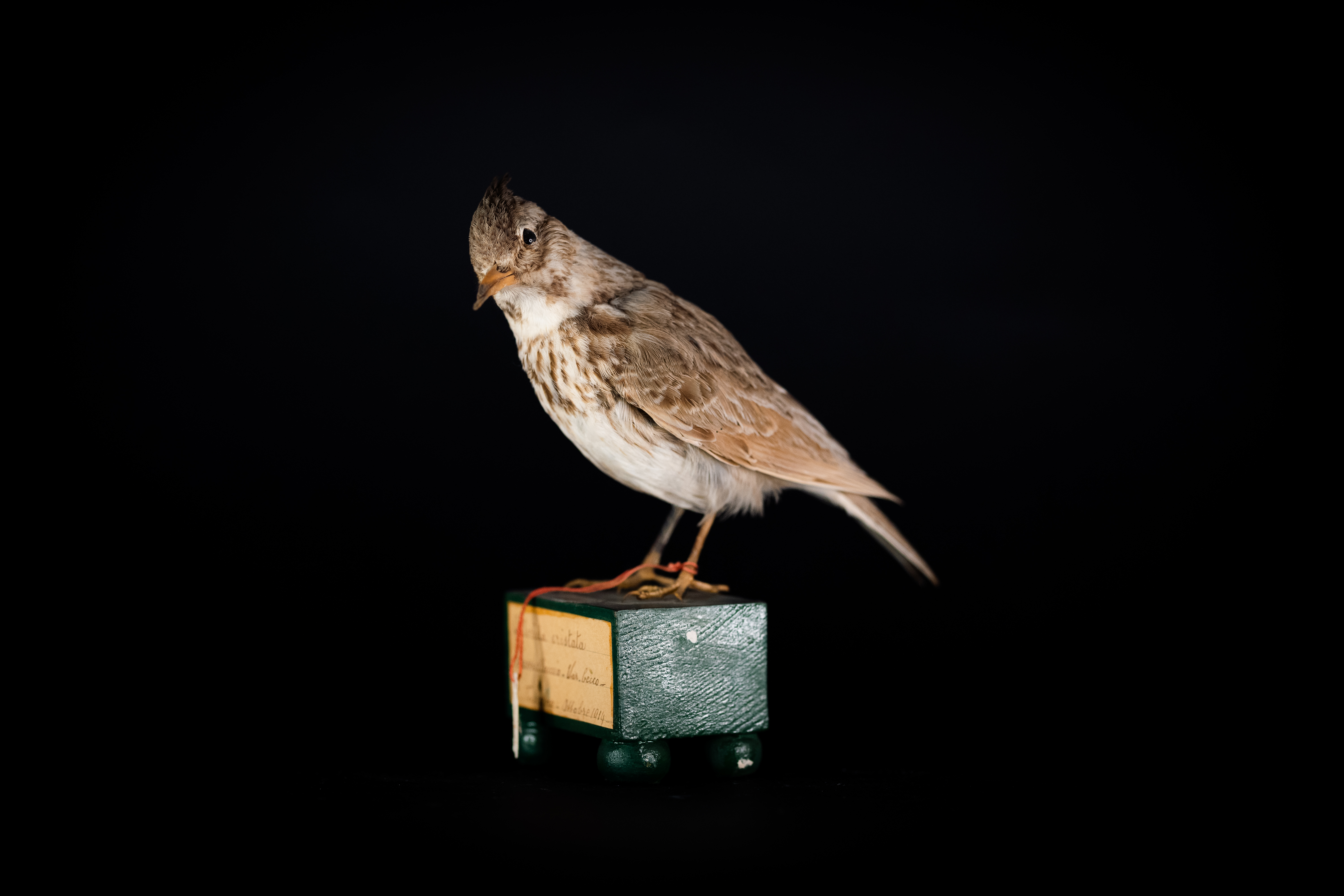
Cappellaccia, caso tetarologico, Museo Civico Ornitologico Gustavo Adolfo Carlotto, Rocca di Lonato del Garda

Curiosi sono gli esemplari di merli bianchi che evidentemente non sono frutto della fantasia popolare.
Per casi teratologici si intendono individui affetti da alterazioni della struttura del corpo o di una sua parte, in genere il becco o le zampe.

### Ibridi naturali
Sono individui nati dall'incrocio spontaneo di specie diverse.
Infatti gli individui nati dall'incrocio tra specie per lo più affini sono di regola sterili.

### Uccelli migratori e svernanti del lago di Garda

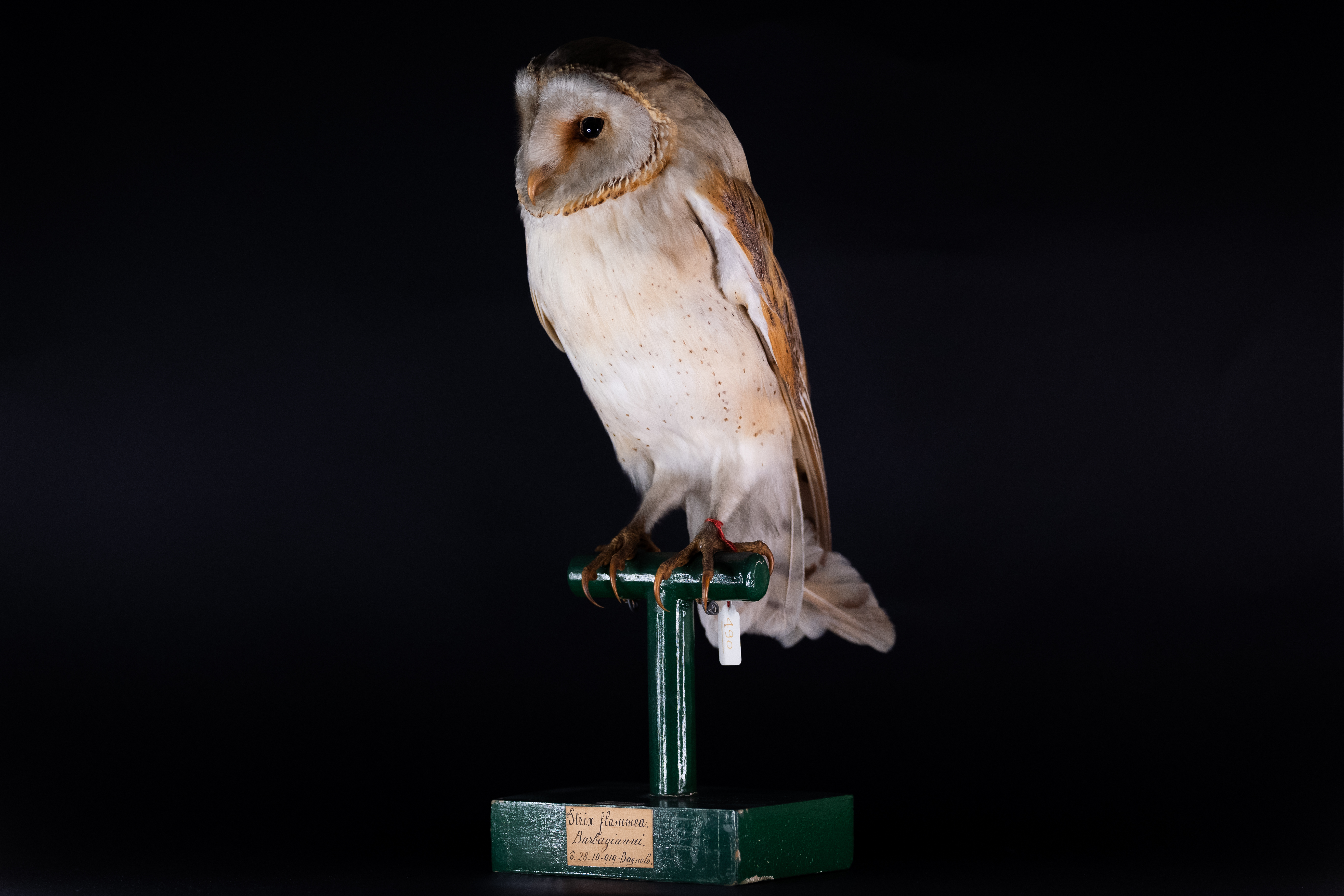
Barbagianni, Museo Civico Ornitologico Gustavo Adolfo Carlotto, Rocca di Lonato del Garda.

Gli uccelli qui esposti sono migratori o parzialmente migratori nidificanti nell'Europa centrale e settentrionale che giungono sul lago di Garda per trascorrervi la stagione fredda. Essi arrivano in autunno e se ne vanno in primavera regolando il loro calendario in base alla lunghezza del giorno.
Alcuni di essi hanno un diverso aspetto cromatico a seconda della stagione: in questa vetrina vestono la livrea invernale, meno appariscente di quella estiva che ha di solito funzione di richiamo durante le cerimonie nuziali.
Gli esemplari esposti sono stati suddivisi in tre gruppi a seconda dell'habitat maggiormente frequentato: il canneto a sinistra, le acque aperte al centro e la spiaggia ciottolosa a destra.

## Rocca di Lonato del Garda

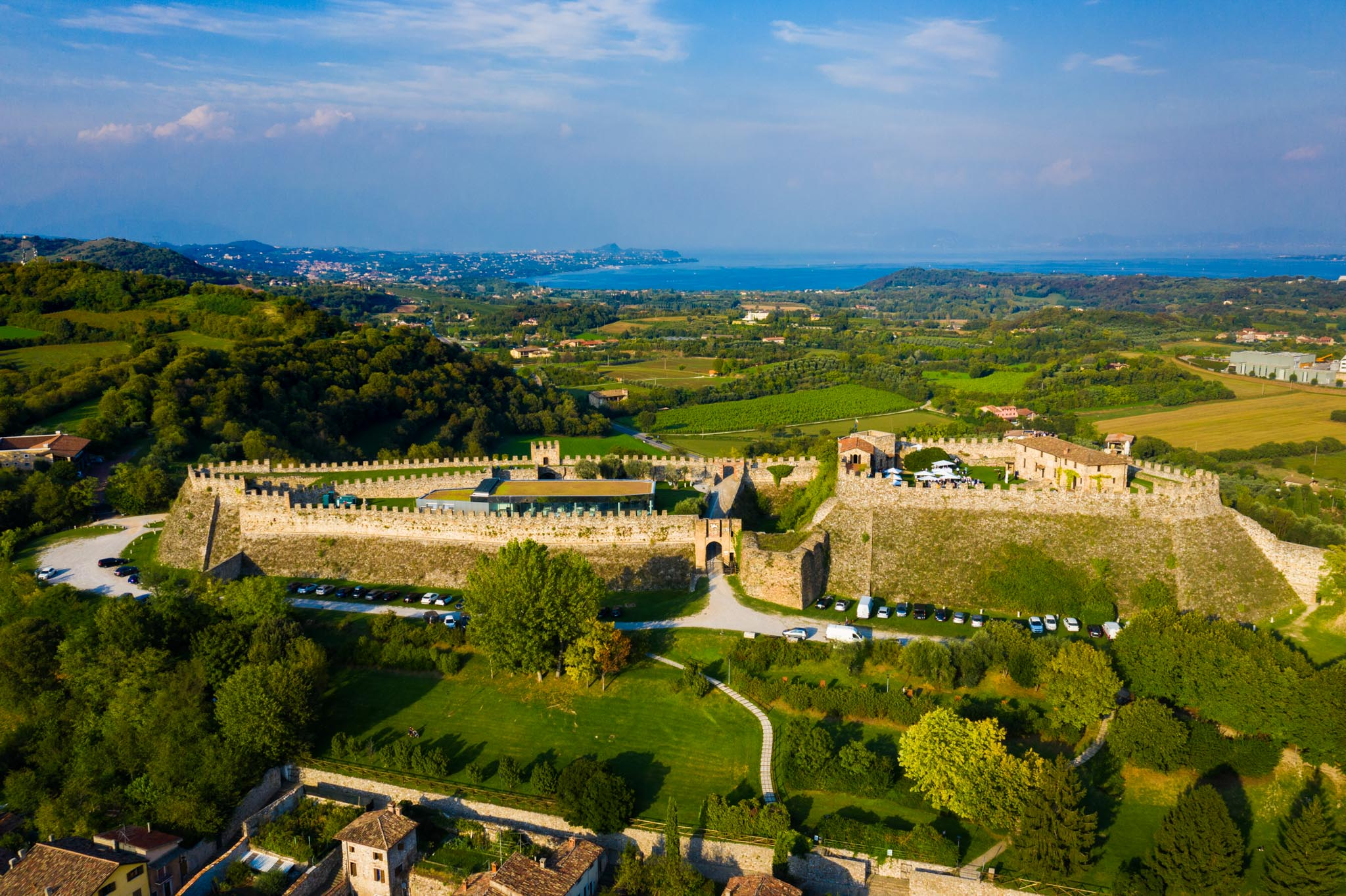
Rocca di Lonato del Garda

La collezione di uccelli impagliati è ospitata nella Casa del Castellano all'interno della Rocca di Lonato del Garda.